# Mathilde Lemoine
 (mars 2021).
Mathilde Lemoine, née en septembre 1969 est une économiste française.
Après avoir été enseignante-chercheuse en macroéconomie et politiques publiques, elle fut conseillère technique pour la mondialisation et commerce extérieur dans plusieurs cabinets ministériels au Ministère de l’économie et des finances et en particulier conseillère pour la macro-économie et la fiscalité auprès du Premier ministre de 2005 à 2006. Elle a aussi été membre du Haut Conseil des finances publiques et rapporteur de la Conférence des experts sur la Contribution Climat et Énergie.
En janvier 2016, elle rejoint le Groupe Edmond de Rothschild en tant que Group Chief Economist après avoir été 10 ans Directeur des Etudes Economiques et de la Stratégie marché d’HSBC France.
Durant toute sa carrière, elle a enseigné la macro-économie à Sciences Po Paris et a poursuivi des travaux de recherche sur le capital humain et la croissance.

## Biographie

### Jeunesse et formation
Après un bac scientifique, elle commence ses études à l'université Paris-Dauphine, où elle obtient une licence et une maîtrise d'économie appliquée.
Elle se spécialise en macroéconomie et en finance internationale en effectuant un DEA d'économie appliquée, économie et finance internationales à l’Institut d’Études Politiques de Paris en 1993.
Elle devient docteure en sciences économiques en 1997 à l'IEP de Paris sous la direction de Jean-Jacques Rosa, avec pour sujet : « Les facteurs explicatifs de la croissance des dépenses publiques : synthèse théorique et validation empirique ». Elle a, durant sa période postdoctorale, consacré ses travaux de recherche à l’économie publique, à l’impact des décisions publiques sur les secteurs régulés et à l’analyse macro-économique à la Fondation nationale des sciences politiques.

### Parcours professionnel
Elle est attachée temporaire d'enseignement et de recherche (ATER) de 1996 à 1999 à Sciences Po Paris, durant la rédaction de sa thèse de doctorat. Elle devient l'année suivante économiste et secrétaire générale de l’Observatoire Français des Conjonctures Économique (OFCE), présidé par Jean-Paul Fitoussi.
En 2002, elle est nommée conseillère technique, chargée des questions macro-économiques et de la mondialisation et du commerce extérieur, auprès du ministre délégué au Commerce extérieur.
En 2003, Mathilde Lemoine participe à la préparation de la conférence interministérielle de l’OMC de Cancun en 2003 et fait partie de la délégation française. Elle suit en particulier les négociations sur le vin, le coton, le commerce équitable. Elle est chargée des relations avec les ONG.
En décembre 2004, elle est conseillère technique, chargé du commerce extérieur et de la mondialisation, auprès des ministres de l’économie, des finances et de l’industrie, puis conseillère, chargé de la macroéconomie et de la fiscalité, du Premier ministre Dominique de Villepin de 2005 à fin 2006.
Le 8 septembre 2006, Mathilde Lemoine part dans le secteur privé pour devenir économiste pour le Groupe HSBC, et jusqu'en 2015, dirige le département des études économiques et de la stratégie marchés de HSBC France tout en étant par ailleurs membre du comité exécutif.
En janvier 2016, elle rejoint le Groupe Edmond de Rothschild en tant que chef économique groupe pour créer un service de recherche économique.

### Commissions
Comme économiste, Mathilde Lemoine poursuit ses recherches sur les questions économiques et financières.
Ayant une formation académique sur les choix publics et le commerce international, elle  évalue l’impact des politiques publiques et de la fiscalité et réalise des travaux de recherche sur la macro-économie internationale et l’économie européenne. Deux fois par an, avec son équipe, elle publie des prévisions de croissance globales. Elle publie aussi régulièrement des analyses sur le commerce international (les conséquences de la guerre sino-américaines) et sur l’impact des politiques monétaires tout en poursuivant ses travaux de recherche sur l’accumulation du capital humain.
De 2007 à 2013, Mathilde Lemoine est membre de la Commission économique de la Nation (CEN). Elle a démissionné à la suite de sa nomination au Haut Conseil des finances publiques, comme elle avait déjà démissionné du Conseil économique, social et environnemental où elle avait été nommée en 2012.
De 2008 à 2012, elle est membre du conseil d'analyse économique, un organisme chargé de conseiller le Premier ministre sur sa politique économique.
Mathilde Lemoine est rapporteur de la Conférence des experts sur la Contribution Climat et Énergie (2009) et membre de la Commission pour la libération de la croissance, dite Commission Attali (2010).
Mathilde Lemoine a participé aux travaux de la Mission sur les déterminants de la compétitivité de l’industrie française en apportant son expertise sur la compétitivité de l’économie française et le financement de la protection sociale par exemple,.
Mathilde Lemoine a été l’experte française nommée par les Gouvernements de la task force, composée de 12 États membres du Leading Group on Innovative Financing for Development, pour rédiger un rapport intitulé « Les transactions financières internationales pour le développement » (2010).
En 2010, elle a participé à la Commission internationale sur le développement stratégique de la République dominicaine pour faire des propositions sur l'architecture financière institutionnelle.
Mathilde Lemoine a été membre du Conseil scientifique de la Cité de l’économie et de la Monnaie, créé afin de contribuer à l’amélioration des connaissances économiques du grand public, notamment des jeunes, de 2011 à 2018.
De 2013 à 2018, elle est nommée membre du Haut conseil des finances publiques par le président de la commission des finances du sénat. La même année, Mathilde Lemoine devient membre du conseil d'administration de l'École normale supérieure.
En 2014, elle préside un groupe de travail pour le Think tank Terra Nova qui donne lieu à un rapport intitulé « Entrer et rester dans l’emploi : Un levier de compétitivité, un enjeu citoyen ».
Mathilde Lemoine est également membre du Comité Action Publique 2022.

## Autres fonctions
Depuis 1997, elle enseigne la macroéconomie à Sciences Po Paris.
Depuis mai 2011, elle est administratrice de la société Carrefour et depuis 2017, administratrice indépendante du groupe CMA-CGM.
Mathilde Lemoine a écrit de nombreuses tribunes et intervient régulièrement dans les médias sur les questions économiques et financières. Elle a également publié des articles et rédigé des ouvrages sur les questions macro-économiques et sur l’impact des politiques économiques sur la croissance. Elle est éditorialiste pour l’hebdomadaire l'Agefi et pour Challenges.
Elle est membre du conseil d'administration de l'association Le Siècle, et en est vice-présidente pour le mandat 2020-2023.

## Prix et distinctions
Mathilde Lemoine est nommée à l'Ordre national du mérite au grade de chevalier le 2 mai 2012.

## Ouvrages
- Crise et croissance : une stratégie pour la France, Rapport du CAE no 100, la Documentation française, 2011
- Les mobilités des salariés, Rapport du CAE no 90, la Documentation française, 2010
- Les grandes questions d'économie et de finance internationales, 3e éd aux éditions de Boeck, 2016